# Manel Vidal Boix
Manel Vidal Boix   (Salt, 28 de juliol de 1989) és un guionista i humorista que col·labora en diversos programes de la ràdio catalana, com La sotana o La competència.
L'any 2014, mentre residia a Alemanya, va ser un dels fundadors de La sotana, un podcast sobre l'actualitat esportiva. L'any 2019 s'uneix a l'equip de guionistes de La competència i també col·labora en altres programes de RAC1, com Via lliure o Tu diràs. Aquell mateix any va enregistrar un programa pilot de monòlegs per a Televisió de Catalunya, no reeixit, titulat Benzina.
Paral·lelament al seu treball a la ràdio, el de Salt forma part d'El Soterrani, un projecte de stand up comedy, sorgit el 2018, on participen altres humoristes.
El 2022 comença a aparèixer al late night de TV3 Zona Franca, presentat pel seu company a La sotana, Joel Díaz. El 25 de gener de 2023 hi va col·laborar per última vegada, després que la cadena i la productora el fessin fora, a causa d'una intervenció en què havia vinculat els «progres espanyolistes, votants del PSC» amb una esvàstica. Posteriorment van dimitir Joel Diaz i diversos guionistes, fet que va portar a la suspensió del programa durant gairebé un mes.
Vidal, amb els seus companys de La Sotana, va publicar la Gran Enciclopèdia del Barça, un recull dels principals personatges i esdeveniments en la història del FC Barcelona. Aquest llibre va ser el segon més venut al Sant Jordi de 2023, entre els de no ficció en català. El març de 2025, va estrenar el seu primer llibre en solitari, La passada a l'espai: memòries parcials, una autobiografia que empra el futbol com a fil conductor.

## Obra publicada
- La Sotana. Gran enciclopèdia del Barça (De La Sotana): El millor club del món com mai no te l'han explicat (en castellà).  Blackie Books, 2023-03-08. ISBN 978-84-19654-15-1.
- Vidal Boix, Manel. La passada a l'espai: Memòries parcials.  Destino, 2025-03-12. ISBN 978-84-19734-20-4.